# Уахігуя
Уахігуя, Вахігуя (фр. Ouahigouya) — місто та міська комуна в Буркіна-Фасо.

## Географія
Місто Уахігуя розташовано у північній частині Буркіна-Фасо. Є головним містом Північної області та провінції Ятенга. Чисельність населення в міській комуні становить 122 677 чоловік (станом на 2006 рік). Уахігуя населена переважно народом мосі. В адміністративному відношенні місто поділяється на 15 секторів. Чинний мер — Абдулай Сугурі.

## Історія
Місто Уахігуя було засновано 1757 року як столицю королівств Мосі Ятенга. 1825 року місто було зруйновано; з 1870 до 1890 року неодноразово був атакований. Під час Агашерської війни (1985) між Буркіна-Фасо й Малі Уахігуя був бомбардований малійськими ВПС, в результаті чого загинуло близько 100 жителів міста.